# Synode d'Alba Iulia
Le Synode d'Alba Iulia fut convoqué en 1698 à l'initiative du métropolite Atanasie Anghel d'Alba Iulia pour discuter de la reconnaissance par les Roumains de Transylvanie de l'autorité du pape de Rome. 
Le 7 octobre 1698 le synode adopta la formulation suivante : « Nous, Vlădica (c'est-à-dire, l'évêque), proto-prêtres et prêtres de l'Église roumaine donnons à savoir à tous que de notre propre volonté nous nous unissons à l'Église de Rome et nous reconnaissons membres de cette Église sainte de Rome. » (« Noi, Vlădica, Protopopii și Popii Băsericii Românești dăm știre tuturor că de bună voia noastră ne unim cu Băserica Romei și ne mărturisim mădulările cestei Băserici Sânte a Romei. »)
L'acte d'union fut signé par la totalité du synode et renforcé avec le sceau de la métropolie de Bălgrad (Alba Iulia).
Ce fut le début de l'Église roumaine unie avec Rome (grecque-catholique). 